# أولو بابالولا
أولو بابالولا (بالإنجليزية: Olu Babalola)‏ مواليد 10 سبتمبر 1981 في لندن، هو لاعب كرة سلة إنجليزي. لعب مع فريق مانشستر جاينتز في دوري كرة السلة البريطاني. درس في جامعة كليمسون. انتقل للعب في الدوري السويدي لكرة السلة ثم عاد إلى دوري كرة السلة البريطاني ليلعب مع نيوكاسل إيجلز.